# روبرت والتر وير
روبرت والتر وير (بالإنجليزية: Robert Walter Weir)‏ هو رسام أمريكي، ولد في 18 يونيو 1803 في نيو روتشيل في الولايات المتحدة، وتوفي في 1 مايو 1889 في نيويورك في الولايات المتحدة.

## معرض صور

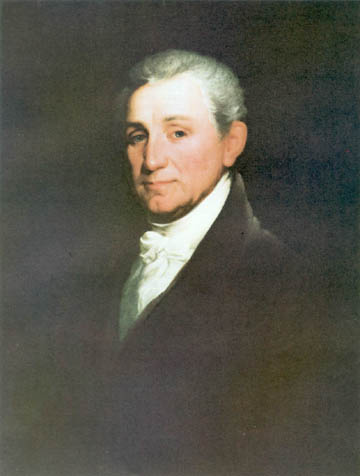
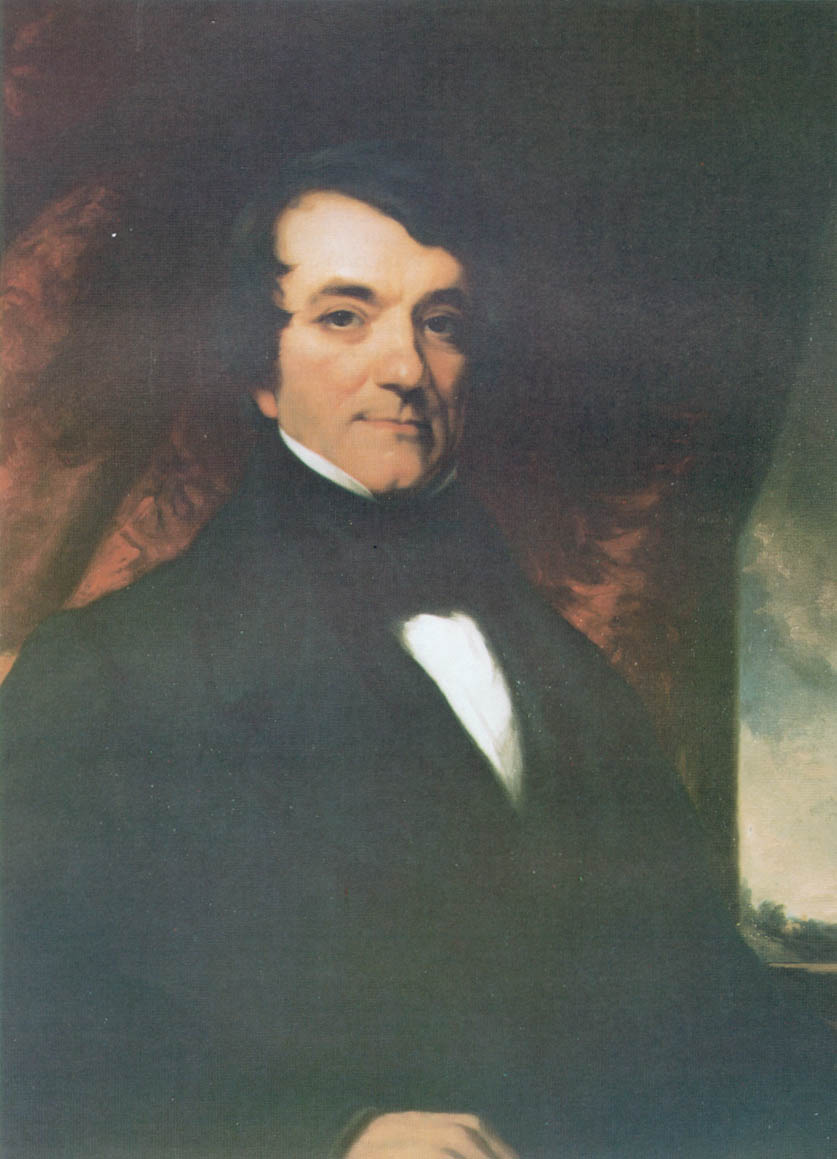
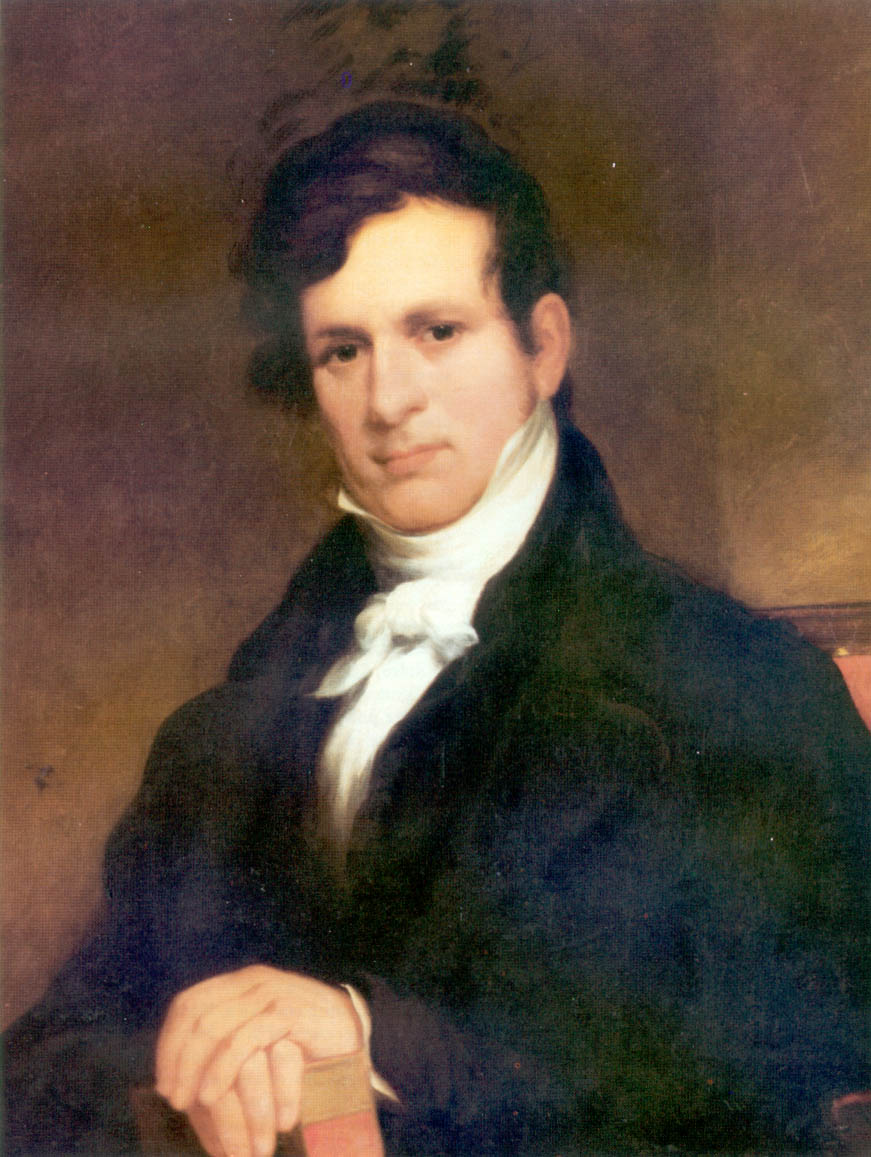
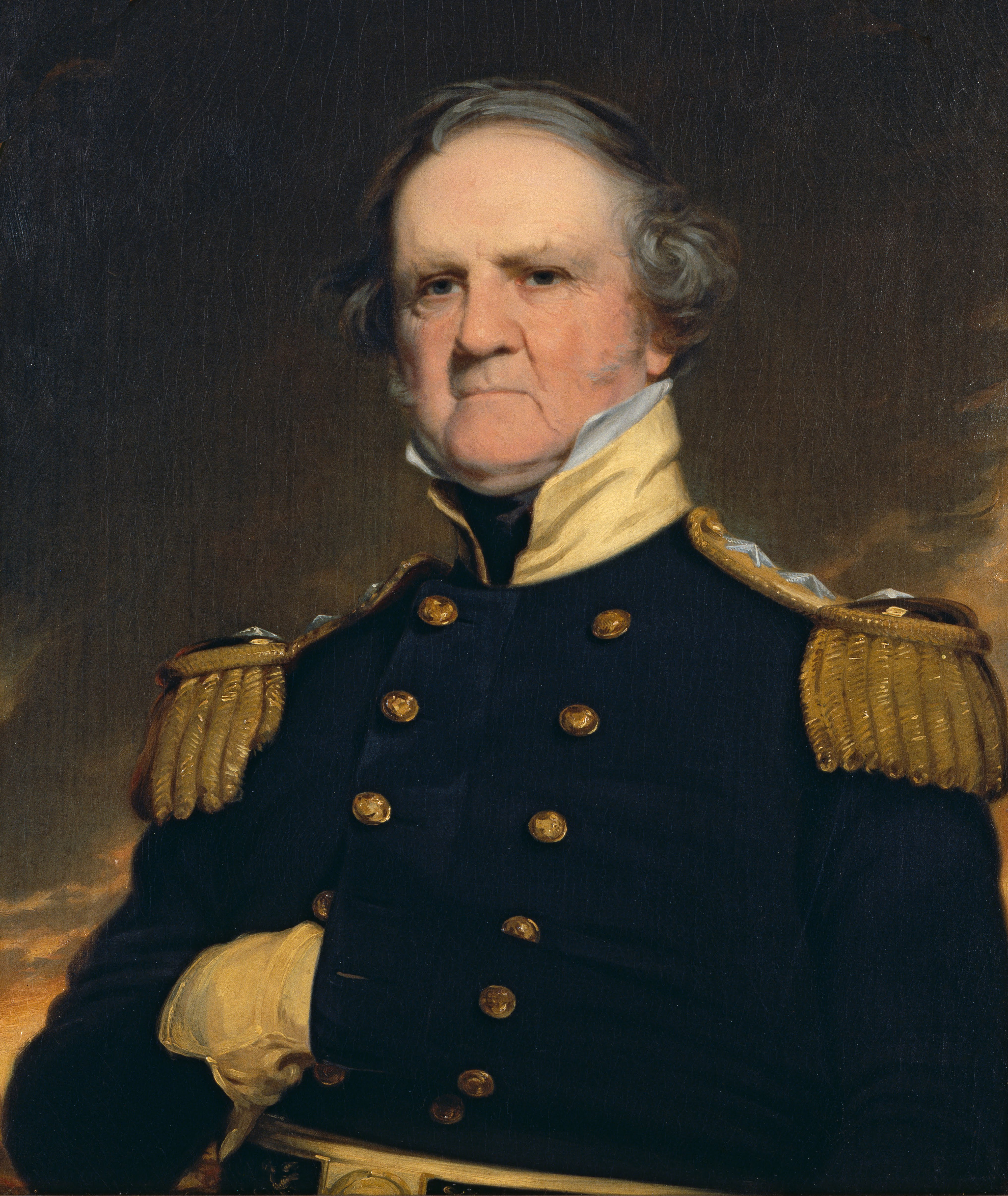